# Курков, Владимир Александрович
Владимир Александрович Курков (26 ноября 1935, Детское Село — 2 сентября 2012, Санкт-Петербург) — советский актёр театра и кино.

## Биография
Родился 26 ноября 1935 года в городе Пушкин Ленинградской области в семье отца Александра и матери Прасковьи. 
После завершения Великой Отечественной войны, Курков пошёл в школу со второго класса, так как было трудное время. В 1953 году окончил десятилетку, после чего сразу же смог поступить на актёрский факультет Ленинградского театрального института имени А. Н. Островского на курс Б. В. Зона. В 1957 году после окончания института, Курков был распределён в Севастополь, в Театр Черноморского Флота, в котором прослужил два сезона, а затем после возвращения в Ленинград был взят в Театр имени А. С. Пушкина. Также устраивался в Театр эстрады при Всесоюзном гастрольно-концертном объединении, служил Театру Ленинского комсомола. В 1964 году перешёл в Ленинградский ТЮЗ. В середине 1970-х годов Курков устроился в штат Ленконцерта, создал несколько программ, с которыми гастролировал. 
С 1954 года дебютировал в кино, впервые снялся в фильме «Большая семья», где сыграл роль знакомой Тони. За всю большую кинематографическую карьеру смог сыграть две большие роли в таких советских фильмах, как «Хмурый Вангур», сыграв роль геолога Юры и в эксцентрической комедии «Хотите — верьте, хотите — нет…», сыграв роль молодого отца Алексея Шульгина.
В 2007 году вышел на пенсию, вёл активный образ жизни и путешествовал. После нескольких прибытий в Индию, написал о ней свою книгу. 
Скончался 2 сентября 2012 года по причине рака кожи в Санкт-Петербурге. Похоронен на Богословском кладбище.

## Фильмография
- 1954 — Большая семья — знакомый Тони
- 1955 — Два капитана — студент
- 1955 — Максим Перепелица — колхозник
- 1955 — Михайло Ломоносов — Тихон
- 1956 — Медовый месяц — студент
- 1956 — Солдаты — телефонист
- 1956 — Старик Хоттабыч — вратарь
- 1958 — Отцы и дети — лакей в доме Кирсановых
- 1959 — В твоих руках жизнь — комсомолец
- 1959 — Повесть о молодожёнах — брат Светланы
- 1959 — Строгая женщина — гость на свадьбе
- 1959 — Хмурый Вангур — геолог Юра
- 1960 — И снова утро — Дима
- 1960 — Человек с будущим — сосед по палате
- 1962 — Дикая собака Динго — руководитель самодеятельности
- 1962 — Черёмушки — Онегин
- 1963 — Принимаю бой — рабочий на собрании
- 1964 — Весенние хлопоты — рабочий
- 1964 — Фро — маневровый диспетчер
- 1964 — Хотите — верьте, хотите — нет… — Алексей Шульгин
- 1965 — Дорога к морю — пассажир такси
- 1965 — Сегодня — новый аттракцион — пожарный
- 1968 — Удар! Ещё удар! — Матвеев, студент
- 1969 — Такая длинная, длинная дорога — шофёр
- 1970 — Мой добрый папа — военный шофёр